# رضوان الصالحي
رضوان صالحي مواليد 18 ديسمبر 1967 في سوسة، هو لاعب كرة قدم تونسي دولي سابق كان يلعب كحارس مرمى. سبق له أن لعب في كأس العالم لكرة القدم مع منتخب بلاده.

## روابط خارجية
- رضوان الصالحي على موقع الاتحاد الدولي (مؤرشف)  (الإنجليزية)
- رضوان الصالحي على موقع قاعدة بيانات كرة القدم.إي يو (الإنجليزية)
- رضوان الصالحي على موقع ناشيونال فوتبول تيمز (الإنجليزية)